# Carlo Carlei
Carlo Carlei (* 16. April 1960 in Lamezia Terme, Provinz Catanzaro) ist ein italienischer Filmregisseur und Drehbuchautor.

## Leben
Carlei schloss in Rechtswissenschaften ab und besuchte anschließend die Scuola di Cinema Gaumont, zu dessen Ende er 1983 mit seinen Jahrgangskollegen den beim Filmfestival von Venedig präsentierten Episodenfilm Juke Box vorlegte. Bereits zuvor hatte er den Kurzfilm Awakening gedreht. 1990 führte er beim Fernsehfilm Capitan Cosmo Regie, in dem Walter Chiari die Hauptrolle spielte.
Dann folgte sein Durchbruch mit dem selbstgeschriebenen La corsa dell'innocente, woraufhin er ein Hollywood-Angebot erhielt und annahm, zu Ende des Jahrtausends jedoch zum italienischen Fernsehen zurückkehrte.

## Filmografie
Regie
- 1983: Juke Box
- 1990: Capitan Cosmos (Fernsehfilm)
- 1992: Das Ende der Unschuld (La corsa dell’innocente)
- 1995: Fluke
- 2000: Padre Pio (Fernsehfilm)
- 2003: Enzo Ferrari – Der Film (Ferrari, Fernsehfilm)
- 2008: Fuga per la libertà – L’aviatore (Fernsehfilm)
- 2011: Il generale Della Rovere (Fernsehfilm)
- 2013: Romeo und Julia (Romeo and Juliet)
- 2014: Il giudice meschino (Fernsehfilm)
- 2017: I bastardi di Pizzofalcone (Fernsehserie, 6 Episoden)
- 2018: Il confine (Fernsehfilm)
- 2021: La fuggitiva (Miniserie, 8 Episoden)

Drehbuch
- 1990: Capitan Cosmos (Fernsehfilm)
- 1992: Das Ende der Unschuld (La corsa dell’innocente)
- 1995: Fluke
- 2000: Padre Pio (Fernsehfilm)
- 2003: Enzo Ferrari – Der Film (Ferrari, Fernsehfilm)
- 2007: Die letzte Legion (The Last Legion, Story)
- 2008: Fuga per la libertà – L’aviatore (Fernsehfilm)
- 2011: Il generale Della Rovere (Fernsehfilm)
- 2014: Il giudice meschino (Fernsehfilm)